# Superliga de China 2015
La temporada 2015 es la 12.ª edición de la máxima categoría del fútbol en la República Popular de China desde el establecimiento de la Superliga de China en el año 2004. 
La temporada 2015 arrancó el 7 de marzo y culminará el 31 de octubre, en el torneo participan 16 equipos y el equipo que se consagra campeón clasifica a la Liga de Campeones de Asia 2016.

## Antecedentes

### Ascensos y descensos
| Pos. | Descendidos de la China League One 2014 |
| ---- | --------------------------------------- |
| 17.º | Dalian Aerbin                           |
| 18.º | Harbin Yiteng                           |

| Pos. | Ascendidos de la China League One 2014 |
| ---- | -------------------------------------- |
| 1.º  | Chongqing Lifan                        |
| 2.º  | Shijiazhuang Ever Bright               |

### Cambios de nombre
- Shanghai Dongya FC cambió su nombre a Shanghai SIPG FC en diciembre de 2014.[1]

- Guangzhou Evergrande FC cambió su nombre a Guangzhou Evergrande Taobao FC en diciembre de 2014.[2]

- Jiangsu Sainty F.C. cambió su nombre a Jiangsu Guoxin-Sainty FC en enero de 2015.[3]

## Equipos

### Datos generales
| Beijing Guoan                             | Pekín        | Alberto Zaccheroni  | Estadio de los Trabajadores         | 72.000  |
| Changchun Yatai                           | Changchun    | Dragan Okuka        | Development Area Stadium            | 28.669  |
| Chongqing Lifan                           | Chongqing    | Wang Baoshan        | Chongqing Olympic Sports Center     | 58. 660 |
| Guangzhou Evergrande                      | Guangzhou    | Luiz Felipe Scolari | Estadio Tianhe                      | 60.151  |
| Guangzhou R&F                             | Changsha     | Cosmin Contra       | Yuexiushan Stadium                  | 35.000  |
| Guizhou Renhe                             | Guiyang      | Zhu Jiong           | Guiyang Olympic Sports Center       | 52.888  |
| Hangzhou Greentown FC                     | Hangzhou     | Ji Yang             | Yellow Dragon Sports Center         | 52.672  |
| Henan Jianye FC                           | Zhengzhou    | Jia Xiuquan         | Zhengzhou Hanghai Stadium           | 29.000  |
| Jiangsu Sainty FC                         | Nankín       | Dan Petrescu        | Centro Deportivo Olímpico de Nankín | 65.769  |
| Liaoning FC                               | Panjin       | Yang Chen           | Panjin Stadium                      | 35.600  |
| Shandong Luneng                           | Jinan        | Mano Menezes        | Luneng Big Stadium                  | 60.000  |
| Shijiazhuang Ever Bright                  | Shijiazhuang | Yasen Petrov        | Yutong International Sports Center  | 38.000  |
| Shanghai Shenxin                          | Shanghái     | Guo Guangqi         | Yuanshen Sports Centre Stadium      | 16.000  |
| Shanghai Greenland Shenhua                | Shanghái     | Gregorio Manzano    | Hongkou Football Stadium            | 33.060  |
| Tianjin Teda                              | Tianjin      | Arie Haan           | Estadio Olímpico de Tianjin         | 54.696  |
| Shanghai SIPG                             | Shanghái     | Sven-Göran Eriksson | Estadio de Shanghái                 | 56.842  |
| Datos actualizados al 5 de marzo de 2015. |              |                     |                                     |         |

### Jugadores foráneos
El número de jugadores extranjeros está restringido a cinco por equipo, incluyendo un cupo para un jugador de los países de la AFC. Un equipo puede usar hasta cuatro jugadores extranjeros en el campo por juego, incluyendo al menos un jugador de algún país perteneciente a la AFC. Los jugadores de Hong Kong, Macao y China Taipéi son considerados como jugadores nacionales.
| Equipo                   | Jugador 1            | Jugador 2         | Jugador 3           | Jugador 4       | Jugador AFC          |
| ------------------------ | -------------------- | ----------------- | ------------------- | --------------- | -------------------- |
| Beijing Guoan            | Pablo Batalla        | Darko Matić       | Dejan Damjanović    | Henry Palacios  | Ha Dae-Sung          |
| Changchun Yatai          | Marcelo Moreno       | Ákos Elek         | Szabolcs Huszti     | Moussa Maâzou   | Anzur Ismailov       |
| Chongqing Lifan          | Emanuel Gigliotti    | Guto              | Jajá                | Issam El Adoua  | Adrian Leijer        |
| Guangzhou Evergrande     | Alan Carvalho        | Elkeson           | Ricardo Goulart     | Renê Júnior     | Kim Young-Gwon       |
| Guangzhou R&F            | Abderrazak Hamdallah | Aaron Samuel      | Park Jong-Woo       | Míchel Herrero  | Jang Hyun-Soo        |
| Guizhou Renhe            | Hyuri                | Ricardo Santos    | Krzysztof Maczynski | Magnus Eriksson | Park Ju-Sung         |
| Hangzhou Greentown       | Anselmo Ramon        | Davy Claude Angan | Bassem Boulaabi     | Imed Louati     | Roda Antar           |
| Henan Jianye             | Ivo                  | Eddi Gomes        | Javier Patiño       | Mateusz Zachara | Jung In-Whan         |
| Jiangsu Sainty           | Eleílson             | Sammir            | Viðar Kjartansson   | Sölvi Ottesen   | Sergio Escudero      |
| Liaoning Whowin          | Franck Boli          | Derick Ogbu       | Kim Yoo-Jin         | James Chamanga  | Josh Mitchell        |
| Shandong Luneng          | Walter Montillo      | Aloísio           | Diego Tardelli      | Junior Urso     |                      |
| Shanghai Shenhua         | Paulo Henrique       | Giovanni Moreno   | Avraam Papadopoulos | Stoppila Sunzu  | Tim Cahill           |
| Shanghai Shenxin         | Zé Eduardo           | Everton           | Johnny              | Daniel Chima    | Lim You-Hwan         |
| Shanghai SIPG            | Darío Conca          | Davi              | Jean Evrard Kouassi | Tobias Hysén    | Kim Ju-Young         |
| Shijiazhuang Ever Bright | Rodrigo Defendi      | Georgi Iliev      | Mario Rondón        | Jacob Mulenga   | Cho Yong-Hyung       |
| Tianjin Teda             | Hernán Barcos        | Andrezinho        | Lucas Fonseca       | Wilmar Jordán   | Morteza Pouraliganji |

Jugadores de Hong Kong/Macao/Taiwán (no cuentan como jugadores extranjeros en la Súper Liga China)
| Equipo                 | Jugador 1        | Jugador 2 |
| ---------------------- | ---------------- | --------- |
| Changchun Yatai        | Ko Yu-Ting       |           |
| Guizhou Renhe          | Xavier Chen      |           |
| Hangzhou Greentown     | Chen Po-liang    |           |
| Liaoning Whowin        | Wisdom Fofo Agbo |           |
| Shijiazhuang Yongchang | Bai He           |           |

## Tabla de posiciones
- tabla actualizada al 31 de octubre 2015

| Pos | Equipo                       | PJ | PG | PE | PP | GF | GC | Dif | Pts |
| --- | ---------------------------- | -- | -- | -- | -- | -- | -- | --- | --- |
| 1.  | Guangzhou Evergrande         | 30 | 19 | 10 | 1  | 71 | 28 | +43 | 67  |
| 2.  | Shanghai SIPG                | 30 | 19 | 8  | 3  | 63 | 35 | +28 | 65  |
| 3.  | Shandong Luneng              | 30 | 18 | 5  | 7  | 66 | 41 | +25 | 59  |
| 4.  | Beijing Guoan                | 30 | 16 | 8  | 6  | 46 | 26 | +20 | 56  |
| 5.  | Henan Jianye                 | 30 | 12 | 10 | 8  | 35 | 30 | +5  | 46  |
| 6.  | Shanghai Shenhua             | 30 | 12 | 6  | 12 | 42 | 44 | -2  | 42  |
| 7.  | Shijiazhuang Ever Bright (A) | 30 | 8  | 15 | 7  | 34 | 30 | +4  | 39  |
| 8.  | Jiangsu Sainty               | 30 | 9  | 8  | 13 | 39 | 48 | -9  | 35  |
| 9.  | Changchun Yatai              | 30 | 8  | 11 | 11 | 39 | 47 | -8  | 35  |
| 10. | Chongqing Lifan (A)          | 30 | 9  | 8  | 13 | 37 | 52 | -15 | 35  |
| 11. | Hangzhou Greentown           | 30 | 8  | 9  | 13 | 27 | 35 | -8  | 33  |
| 12. | Liaoning FC                  | 30 | 7  | 10 | 13 | 30 | 46 | -16 | 31  |
| 13. | Tianjin Teda                 | 30 | 7  | 10 | 13 | 39 | 46 | -7  | 31  |
| 14. | Guangzhou R&F                | 30 | 8  | 7  | 15 | 35 | 41 | -6  | 31  |
| 15. | Guizhou Renhe                | 30 | 7  | 8  | 15 | 39 | 52 | -13 | 29  |
| 16. | Shanghai Shenxin             | 30 | 4  | 5  | 21 | 30 | 70 | -40 | 17  |

 PJ = Partidos jugados; PG = Partidos ganados; PE = Partidos empatados; PP = Partidos perdidos; GF = Goles anotados; GC = Goles recibidos; Dif = Diferencia de gol; PTS = Puntos

Fuente:
- (A): Ascendido la temporada anterior.

| -- | Campeón y clasificado a Liga de Campeones 2016 (Fase de grupos) |
| -- | Clasificado a Liga de Campeones 2016 (play-off)                 |
|    | Descenso a la China League One 2016.                            |

## Goleadores
Actualizado al 31 de octubre de 2015.
| Posición | Jugador           | Club                     | Goles |
| -------- | ----------------- | ------------------------ | ----- |
| 1        | Aloísio           | Shandong Luneng Taishan  | 22    |
| 2        | Ricardo Goulart   | Guangzhou Evergrande     | 19    |
| 3        | Dejan Damjanović  | Beijing Guoan            | 16    |
| 4        | Hernán Barcos     | Tianjin Teda             | 15    |
| 4        | Emanuel Gigliotti | Chongqing Lifan          | 15    |
| 6        | Wu Lei            | Shanghai SIPG            | 14    |
| 7        | Gao Lin           | Guangzhou Evergrande     | 13    |
| 7        | Jacob Mulenga     | Shijiazhuang Ever Bright | 13    |
| 9        | Tobias Hysén      | Shanghai SIPG            | 12    |
| 10       | Javier Patiño     | Henan Jianye             | 11    |
| 10       | Tim Cahill        | Shanghai Shenhua         | 11    |